# Szent Imre Kórház
A Szent Imre Egyetemi Oktatókórház Újbudán, (Kelenföldön) elsősorban a dél-budai (XI. és  XXII. kerület) felnőtt lakosok fekvőbeteg-ellátására szerveződött gyógyító intézmény, de  ellátási körzete az agglomerációban lévő Etyekre és Mányra is kiterjed. A járóbetegeket a Bártfai utcai Rendelőben és a „K” épület földszintjén lévő kórházi Szakambulanciák fogadják.

## Története
A 19. század második és a 20. század első felében a helyén az Erzsébet Sósfürdő működött. Az első világháború után annak környezetét beépítették, ennek következtében a felszíni, glaubersós gyógyvizű kutak hozama jelentősen visszaesett. 1943-ban 536 méter mélyen 49 °C hőmérsékletű termálvizet találtak. Nőgyógyászati fürdőkórház létesítését tervezték, amit a második világháború kirobbanása miatt nem tudtak megvalósítani. A háború után viszont a dél-budai terület ellátására, inkább egy 362 ágyas, általános rendeltetésű kórházat építettek, amely Fővárosi Tanács Tétényi Úti Kórháza néven 1950. június 20-án nyitotta meg kapuit a betegek előtt. Az épületet Hübner Tibor építész tervezte.
Az 1960-as évek végén és az 1970-es években nagymértékben megnőtt Dél-Buda lakossága. A növekvő igények ellátására 1972-ben adták át az új „C”, majd 1978-ban a „B” jelű tömböket. A hetvenes években több intézményt is hozzácsatoltak, aminek következtében az ágyszám 1980-ban már 1143, s miután a dél-budai alapellátást is a kórház feladatává tették, a dolgozók száma 2200 fő lett. 1988-tól 19 éven át területén egy részvénytársaság műveseállomást működtetett egy ideiglenes épületben. 2007 óta a B. Braun Avitum Hungary Zrt. új nefrocentruma a kórházzal együttműködve teljes körű vesebeteg-ellátást végez a környék lakosságának.
Az 1990-es években egyrészt az eü. kapacitástörvény, másrészt a „B” és „C” épületek komfortosítása folytán az ágyszám egyre csökkent. Megszűnt az integráció is, így az intézményről levált előbb a dél-budai alapellátás, majd a két kerületi szakorvosi rendelőintézet. 2003-ra a kórház egy telephelyűvé vált.
A kórház a szakorvos- és orvostovábbképzésben valamint a medikusok gyakorlati oktatásában régóta részt vesz. 1999 őszén a SOTE az intézet Patológiai Osztályát teljes körű, a többi osztályt pedig részképzésre akkreditálta, amit 2008-ban megújítottak.
Az 1999-ben elkezdett teljes rekonstrukció első lépésében a műtéti szakmákat, az intenzív ellátást magában foglaló „A” épület átépítésével és bővítésével valósult meg. Központi Műtőblokk, 24 órás Sürgősségi Egység létesült, modernizálták a hotelszolgálatot és korszerű, digitális eszközöket kapott az orvosi képalkotási részleg is.
A rekonstrukció második üteme a „C”, illetve az „R” épületeket modernizálta, valamint létrehozta a 180 személyes „K” hotelépületet, a 2010-es év végére. A harmadik ütem, a „B” nevű, új kiszolgáló és igazgatási épület létrehozása, valamint a kazánház és a műhelyépület rekonstrukciója egyelőre csak a tervekben szerepel.

## Felépítése
678 ágyon az aktív betegellátást a Sürgősségi Betegellátó Centrum, az Operatív Szakmák Mátrix Szervezete, a Belgyógyászati Szakmák Mátrix Szervezete, valamint az osztályszervezetben működő Neurológia és Pszichiátria biztosítja. A hosszabb ápolást igénylő betegeket a Neurológiai (Stroke-) Rehabilitációs Osztály, a Krónikus Pszichiátriai Osztály, a Krónikus Osztály, a Geriátriai és Geronto-pszichiátriai Rehabilitációs Osztály fogadja.
A Sürgősségi Centrumban a Sürgősségi Betegellátó Egységhez közvetlenül kapcsolódik az Országos Mentőszolgálat és a Főnix Betegszállító Szolgálat, valamint az utóbbi által üzemeltetett alapellátási ügyelet mellett az Intenzív Terápiás Egység és Központi Műtő és Aneszteziológiai Szolgálat. 2009-ben létrehozták a Speciális Intenzív Ápolási Egységet. Az Operatív Szakmák Mátrix Szervezetéhez Általános Sebészeti-, Érsebészeti-, Plasztikai Sebészeti-, Szülészeti-Nőgyógyászati-, Fül-Orr-Gégészeti- és Szemészeti Profil tartozik.
A Belgyógyászati Szakmák Mátrix Szervezetét a Nefrológiai- Hipertónia Profil, Angiológiai Profil, Gastroenterológiai Profil, Kardiometabolikus Centrum – ezen belül Kardiológiai Profil, Endokrinológiai- és Diabetológiai Részleg, valamint az Obezitológiai- Lipidológiai Profil, a Klinikai Onkológiai Profil és a Kiemelt Hotelszolgálati Egység alkotják.
A klinikai osztályok munkájához hátteret korszerű központi diagnosztika szolgáltat. A laboratóriumban hematológiai és kémiai teszteket végeznek. A ritka, különleges vizsgálatokhoz külső szolgáltatót vesznek igénybe. A Képalkotó Diagnosztikai Osztályon hagyományos röntgen, ultrahang diagnosztikai, mammográfiás és denzitometriás egység, valamint CT és izotóplaboratórium, valamint az angiográfiás részleg látja el a pácienseket.
Mindemellett olyan betegklubok, és egyesületek működnek, mint a több mint 20 éve működő Lipid Klub, a több mint másfél évtizedes Daganatos Betegek TUBA Klubja, valamint a nemrég létesített Őszirózsa Menopauza Klub, a Kismama Klub, a Szülésre Felkészítő Klub, a Gasztro Klub, a Cukorbeteg Klub és a Sclerosis Multiplex (SM) Klub.

## Igazgatói
- Mezőfi Miklós
- László Imre 2001–2011
- Bedros J. Róbert 2011–